# Zonoplusia
Zonoplusia es un género monotípico de lepidópteros perteneciente a la familia Noctuidae. Su única especie:  Zonoplusia ochreata Walker, 1865,  se encuentra en el trópico oriental, norte de Japón, al este de Sonda y Filipinas. La especie también es conocida en Queensland de Australia.

## Descripción
Tiene una envergadura de 24-26 mm. Los adultos tienen alas delanteras color café, bañado en bronce rojizo, excepto a lo largo del dorso que es grisáceo. Las alas delanteras son atravesadas por una barra oblicua doble de color gris pálido.
Las larvas se alimentan de especies de Polygonum.